# Henry B. Steagall

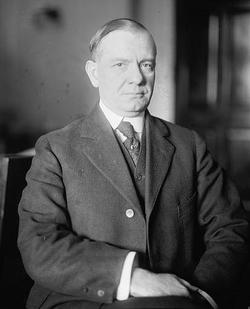
Henry B. Steagall (1933)

Henry Bascom Steagall  (* 19. Mai 1873 in Clopton, Dale County, Alabama; † 22. November 1943 in Washington, D.C.) war ein US-amerikanischer Rechtsanwalt und Politiker (Demokratische Partei).

## Werdegang
Henry Bascom Steagall besuchte die Gemeinschaftsschule und die Southeast Alabama Agricultural School bei Abbeville. Er graduierte 1893 an der juristischen Fakultät der University of Alabama in Tuscaloosa. Seine Zulassung als Anwalt bekam er im gleichen Jahr und fing dann in Ozark (Alabama) an zu praktizieren. Dann war er zwischen 1902 und 1908 als Solicitor von Dale County tätig. Ferner war er zwischen 1907 und 1914 Staatsanwalt am 3. Gerichtsbezirk.
Steagall verfolgte ebenfalls eine politische Laufbahn. Er war in den Jahren 1906 und 1907 Mitglied im Repräsentantenhaus von Alabama. Darüber hinaus war er zwischen 1906 und 1910 Mitglied im State Democratic Executive Committee. Steagall nahm 1912 als Delegierter an der Democratic National Convention teil. Er wurde in den 64. US-Kongress gewählt und in die vierzehn nachfolgenden US-Kongresse wiedergewählt. Er war im US-Repräsentantenhaus vom 4. März 1915 bis zu seinem Tod 1943 in Washington, D.C. Während dieser Zeit hatte er den Vorsitz über das Committee on Banking and Currency (72. bis 78. US-Kongress). Er war Miteinreicher des Glass-Steagall Act of 1932.